# Campeonato Sul-Americano de Marcha Atlética de 2006
O 16º Campeonato Sul-Americano de Marcha Atlética de 2006 foi realizado na cidade de Cochabamba, na Bolívia, entre 8 e 9 de abril de 2006. Participaram do evento 83 atletas de nove nacionalidades membros da CONSUDATLE. 

## Medalhistas
Ao todo foram disputadas sete categorias. 
| Evento                 | Ouro                    | Ouro                    | Prata                     | Prata                   | Bronze                  | Bronze                  |
| ---------------------- | ----------------------- | ----------------------- | ------------------------- | ----------------------- | ----------------------- | ----------------------- |
| Maculino               |                         |                         |                           |                         |                         |                         |
| 20 km sênior           | Jefferson Pérez (ECU)   | 1:26:27                 | Luis Fernando López (COL) | 1:27:16                 | James Rendón (COL)      | 1:28:20                 |
| 50 km sênior           | Segundo Peñafiel (ECU)  | 4:03:30                 | Fausto Quinde (ECU)       | 4:12:30                 | Edwin Centeno (PER)     | 4:13:10                 |
| 10 km júnior (Sub-20)  | Juan Manuel Cano (ARG)  | 45:39                   | José Luis Muñoz (ECU)     | 45:59                   | Mauricio Arteaga (ECU)  | 46:20                   |
| 10 km juvenil (Sub-18) | Jorge Ruíz (COL)        | 46:57                   | Samuel Babativa (COL)     | 50:09                   | Exequiel Segovia (CHI)  | 51:13                   |
| Equipe masculino       |                         |                         |                           |                         |                         |                         |
| 20 km sênior           | Colômbia                | 9 pts                   | Equador                   | 12 pts                  | Bolívia                 | 35 pts                  |
| 50 km sênior           | Equador                 | 7 pts                   | Peru                      | 18 pts                  |                         |                         |
| 10 km júnior (Sub-20)  | Equador                 | 9 pts                   | Colômbia                  | 18 pts                  |                         |                         |
| 10 km juvenil (Sub-18) | Nenhuma equipe terminou | Nenhuma equipe terminou | Nenhuma equipe terminou   | Nenhuma equipe terminou | Nenhuma equipe terminou | Nenhuma equipe terminou |
| Feminino               |                         |                         |                           |                         |                         |                         |
| 20 km sênior           | Geovana Irusta (BOL)    | 1:41:20                 | Miriam Ramón (ECU)        | 1:43:32                 | Sandra Zapata (ECU)     | 1:45:58                 |
| 10 km júnior (Sub-20)  | Ingrid Hernández (COL)  | 52:19                   | Anlly Pineda (COL)        | 52:34                   | Claudia Cornejo (BOL)   | 52:41                   |
| 5 km juvenil (Sub-18)  | Claudia Cornejo (BOL)   | 25:04                   | Anlly Pineda (COL)        | 25:13                   | Magaly Bonilla (ECU)    | 27:00                   |
| Feminino equipe        |                         |                         |                           |                         |                         |                         |
| 20 km sênior           | Equador                 | 16 pts                  | Brasil                    | 19 pts                  | Bolívia                 | 22 pts                  |
| 10 km júnior (Sub-20)  | Colômbia                | 7 pts                   | Equador                   | 20 pts                  | Brasil                  | 30 pts                  |
| 5 km juvenil (Sub-18)  | Bolívia                 | 13 pts                  |                           |                         |                         |                         |

## Resultados
O resultado do campeonato é  detalhado a seguir. 

### Masculino sênior 20 km
Individual
| Posição           | Atleta                    | Tempo   |
| ----------------- | ------------------------- | ------- |
| Medalha de ouro   | Jefferson Pérez ECU       | 1:26:27 |
| Medalha de prata  | Luis Fernando López COL   | 1:27:16 |
| Medalha de bronze | James Rendón COL          | 1:28:20 |
| 4                 | Fredy Hernández COL       | 1:28:31 |
| 5                 | Xavier Moreno ECU         | 1:29:31 |
| 6                 | Andrés Chocho ECU         | 1:30:24 |
| 7                 | Mário José dos Santos BRA | 1:30:51 |
| 8                 | Patricio Ortega ECU       | 1:32:57 |
| 9                 | Sidinei Rodrigues BRA     | 1:36:26 |
| 10                | Franklin Aduviri BOL      | 1:36:47 |
| 11                | Cristian Muñoz CHI        | 1:37:30 |
| 12                | Eben Ezer Churqui BOL     | 1:37:32 |
| 13                | Juan Carlos Sandy BOL     | 1:39:38 |
| 14                | Luis Villagra CHI         | 1:41:35 |
| —                 | Yerko Araya CHI           | DSQ/DNF |
| —                 | Fillol Bayona VEN         | DSQ/DNF |
| —                 | Carlos Borgoño CHI        | DSQ/DNF |
| —                 | Elías Reynaga BOL         | DSQ/DNF |
| —                 | Ronald Huayta BOL         | DSQ/DNF |
| —                 | Wilden Patty BOL          | DSQ/DNF |
| —                 | Rolando Saquipay ECU      | DSQ/DNF |
| —                 | Moacir Zimmermann BRA     | DSQ/DNF |

Equipe
| Posição           | Nacionalidade | Pontos |
| ----------------- | ------------- | ------ |
| Medalha de ouro   | Colômbia      | 9 pts  |
| Medalha de prata  | Equador       | 12 pts |
| Medalha de bronze | Bolívia       | 35 pts |

### Masculino sênior 50 km
Individual
| Posição           | Atleta                            | Tempo   |
| ----------------- | --------------------------------- | ------- |
| Medalha de ouro   | Segundo Peñafiel ECU              | 4:03:30 |
| Medalha de prata  | Fausto Quinde ECU                 | 4:12:30 |
| Medalha de bronze | Edwin Centeno PER                 | 4:13:10 |
| 4                 | Mesías Zapata ECU                 | 4:21:10 |
| 5                 | Julián Choque BOL                 | 4:29:40 |
| 6                 | Hugo Aros CHI                     | 4:39:30 |
| 7                 | Víctor Marín PER                  | 4:46:10 |
| 8                 | Iván Núñez PER                    | 5:01:10 |
| —                 | Miguel Ángel Gonzales BOL         | DSQ     |
| —                 | Javier Arpazi BOL                 | DSQ     |
| —                 | David Guevara ECU                 | DSQ     |
| —                 | Cláudio Richardson dos Santos BRA | DSQ     |

Equipe
| Posição          | Nacionalidade | Pontos |
| ---------------- | ------------- | ------ |
| Medalha de ouro  | Equador       | 7 pts  |
| Medalha de prata | Peru          | 18 pts |

### Masculino júnior (Sub-20) 10 km
Individual
| Posição           | Atleta                 | Tempo |
| ----------------- | ---------------------- | ----- |
| Medalha de ouro   | Juan Manuel Cano ARG   | 45:39 |
| Medalha de prata  | José Luis Muñoz ECU    | 45:59 |
| Medalha de bronze | Mauricio Arteaga ECU   | 46:20 |
| 4                 | Robinson Vivar ECU     | 47:28 |
| 5                 | Jorge Ruíz COL         | 48:41 |
| 6                 | Oscar Díaz COL         | 49:19 |
| 7                 | Samuel Babativa COL    | 49:44 |
| 8                 | Uriel Yucra PER        | 49:58 |
| 9                 | Thiago Bremer BRA      | 50:18 |
| 10                | Camilo Acuña CHI       | 50:39 |
| 11                | Jonathan Riekmann BRA  | 53:17 |
| 12                | José Luis Arpazi BOL   | 53:37 |
| 13                | Ronald Quispe BOL      | 54:48 |
| —                 | Edwin Ochoa ECU        | DSQ   |
| —                 | Duberty Flores BOL     | DSQ   |
| —                 | Herbert de Almeida BRA | DSQ   |
| —                 | Yassir Cabrera PAN     | DNF   |

Equipe
| Posição          | Nacionalidade | Pontos |
| ---------------- | ------------- | ------ |
| Medalha de ouro  | Equador       | 9 pts  |
| Medalha de prata | Colômbia      | 18 pts |

### Masculino juvenil (Sub-18) 10 km
Individual
| Posição           | Atleta                   | Tempo |
| ----------------- | ------------------------ | ----- |
| Medalha de ouro   | Jorge Ruíz COL           | 46:57 |
| Medalha de prata  | Samuel Babativa COL      | 50:09 |
| Medalha de bronze | Exequiel Segovia CHI     | 51:13 |
| 4                 | Pedro Augusto Severo BRA | 53:24 |
| 5                 | Oscar Romero PER         | 54:10 |
| 6                 | Luis Urgiles ECU         | 54:38 |
| 7                 | Damian Campaña ECU       | 55:15 |
| 8                 | Ronald Quispe BOL        | 55:55 |
| —                 | Washington Alvarado ECU  | DSQ   |
| —                 | Oscar Díaz COL           | DSQ   |
| —                 | Gonzalo Aguilar BOL      | DSQ   |

### Feminino sênior 20 km
Individual
| Posição           | Atleta                    | Tempo   |
| ----------------- | ------------------------- | ------- |
| Medalha de ouro   | Geovana Irusta BOL        | 1:41:20 |
| Medalha de prata  | Miriam Ramón ECU          | 1:43:32 |
| Medalha de bronze | Sandra Zapata COL         | 1:45:58 |
| 4                 | Yadira Guamán ECU         | 1:46:23 |
| 5                 | Alessandra Picagevicz BRA | 1:48:45 |
| 6                 | Tânia Spindler BRA        | 1:49:48 |
| 7                 | Janeth Mamani BOL         | 1:49:55 |
| 8                 | Cisiane Dutra Lopes BRA   | 1:50:17 |
| 9                 | Marcela Pacheco CHI       | 1:51:24 |
| 10                | Magaly Andrade ECU        | 1:54:50 |
| 11                | Carolina Flores VEN       | 2:01:54 |
| 12                | Nataly Raio CHI           | 2:02:54 |
| 13                | Josette Sepúlveda CHI     | 2:05:35 |
| 14                | Eblín Alemán BOL          | 2:12:06 |
| 15                | Érika Flores BOL          | 2:14:26 |
| —                 | Claudia Balderrama BOL    | DSQ/DNF |
| —                 | Eunice Chávez BOL         | DSQ/DNF |

Equipe
| Posição           | Nacionalidade | Pontos |
| ----------------- | ------------- | ------ |
| Medalha de ouro   | Equador       | 16 pts |
| Medalha de prata  | Brasil        | 19 pts |
| Medalha de bronze | Bolívia       | 22 pts |
| 4                 | Chile         | 34 pts |

### Feminino júnior (Sub-20) 10 km
Individual
| Posição           | Atleta                  | Tempo   |
| ----------------- | ----------------------- | ------- |
| Medalha de ouro   | Ingrid Hernández COL    | 52:19   |
| Medalha de prata  | Anlly Pineda COL        | 52:34   |
| Medalha de bronze | Claudia Cornejo BOL     | 52:41   |
| 4                 | Maria Rayo COL          | 54:33   |
| 5                 | Johana Ordóñez ECU      | 54:53   |
| 6                 | Gabriela Cornejo ECU    | 55:04   |
| 7                 | Fariluz Morales PER     | 56:28   |
| 8                 | Milángela Rosales VEN   | 56:41   |
| 9                 | Maritza Guamán ECU      | 57:29   |
| 10                | Vanessa Contreras CHI   | 57:58   |
| 11                | Aline Sausen BRA        | 58:33   |
| 12                | Marilu Zanghelini BRA   | 59:02   |
| 13                | Ingrid Acuña CHI        | 59:33   |
| 14                | Abigail Churqui BOL     | 59:36   |
| 15                | Diana Montaluisa ECU    | 59:42   |
| 16                | Cirila Cume ECU         | 59:58   |
| 17                | Jéssica de Souza BRA    | 1:03:59 |
| —                 | Emma Quinallata BOL     | DSQ     |
| —                 | Ana María Almonacid COL | DSQ     |
| —                 | Paola Sánchez ECU       | DSQ     |
| —                 | Daniela Padilla BOL     | DSQ     |
| —                 | Bárbara Acuña CHI       | DSQ     |

Equipe
| Posição           | Nacionalidade | Pontos |
| ----------------- | ------------- | ------ |
| Medalha de ouro   | Colômbia      | 7 pts  |
| Medalha de prata  | Equador       | 20 pts |
| Medalha de bronze | Brasil        | 30 pts |

### Feminino juvenil (Sub-18) 5 km
Individual
| Posição           | Atleta                  | Tempo |
| ----------------- | ----------------------- | ----- |
| Medalha de ouro   | Claudia Cornejo BOL     | 25:04 |
| Medalha de prata  | Anlly Pineda COL        | 25:13 |
| Medalha de bronze | Magaly Bonilla ECU      | 27:00 |
| 4                 | Victoria Alarcón CHI    | 27:13 |
| 5                 | Abigail Churqui BOL     | 27:45 |
| 6                 | Paola Pérez ECU         | 28:23 |
| 7                 | Catherine Pérez BOL     | 29:58 |
| —                 | Alessandra Dolberth BRA | DSQ'  |
| —                 | Ana María Almonacid COL | DSQ'  |
| —                 | Maria Rayo COL          | DSQ'  |
| —                 | Kimberly García PER     | DSQ'  |
| —                 | Daniela Padilla BOL     | DSQ'  |
| —                 | Ximena Machaca BOL      | DSQ   |

Equipe
| Posição         | Nacionalidade | Pontos |
| --------------- | ------------- | ------ |
| Medalha de ouro | Bolívia       | 13 pts |

## Participantes
A participação de 89 atletas de 9 países. 
| - Argentina (1) - Bolívia (29) - Brasil (16) | - Chile (15) - Colômbia (17) - Equador (27) | - Panamá (1) - Peru (8) - Venezuela (3) |